# Nailya Yulamanova
Nailya Yulamanova (née le 6 septembre 1980) est une athlète russe, spécialiste du marathon.

## Carrière
Son meilleur temps sur marathon est de 2 h 26 min 30 s, obtenu en avril 2009 pour remporter le marathon de Rotterdam. En août de la même année, elle confirme ses dispositions avec un temps de 2 h 27 min 08 s, pour terminer 8e lors des Championnats du monde d'athlétisme 2009 de Berlin.
En 2010, elle termine à la deuxième place du marathon des Championnats d'Europe à Barcelone mais récupère un temps en 2011 la médaille d'or après la disqualification pour dopage de la Lituanienne Živilė Balčiūnaitė. Elle est à son tour disqualifiée pour bilan biologique irrégulier avec deux autres athlètes russes, en juillet 2012.

## Palmarès

### Championnats d'Europe d'athlétisme
- Championnats d'Europe d'athlétisme 2010 à Barcelone
  - disqualifiée par sa fédération le 2 juillet 2012